# Acantholochus nasus
Acantholochus nasus is een eenoogkreeftjessoort uit de familie van de Bomolochidae. De wetenschappelijke naam van de soort is voor het eerst geldig gepubliceerd in 1984 door Cressey.